# Manuel Doblado

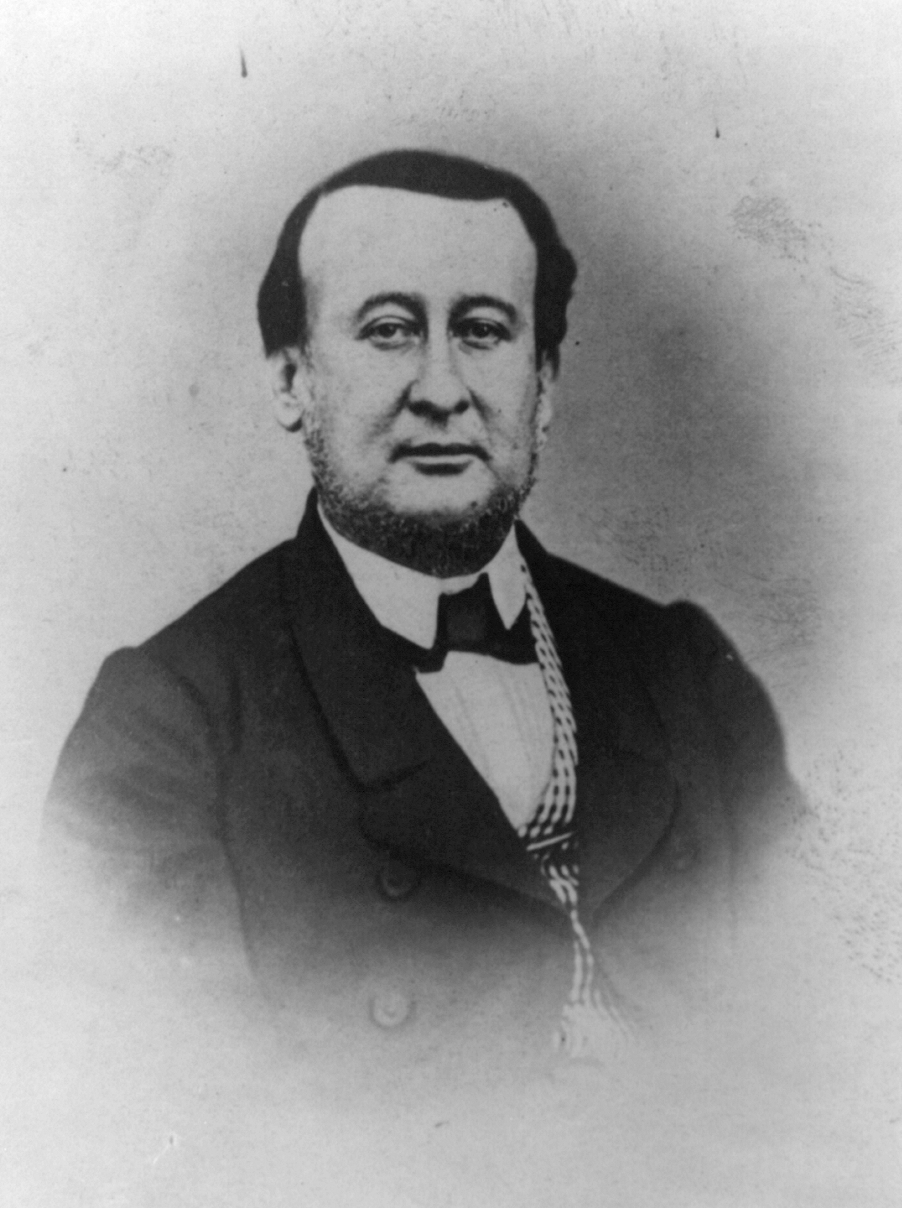
Manuel Doblado

Manuel Doblado (San Pedro Piedra Gorda, Guanajuato, 12 de Junho de 1818 - Nova Iorque, 1865) foi um político e um diplomata mexicano. Foi governador de Guanajuato e mais tarde de Jalisco.
Nomeado ministro dos Negócios Estrangeiros (1861) interveio nas negociações com as esquadras francesa, inglesa e espanhola que tinham ocupado Veracruz. Após a derrota infligida pela França (1864), expatriou-se e morreu.